# Le Pian-Médoc
Le Pian-Médoc is een gemeente in het Franse departement Gironde (regio Nouvelle-Aquitaine). De plaats maakt deel uit van het arrondissement Bordeaux. Le Pian-Médoc telde op 1 januari 2022 7.198 inwoners.

## Geografie
De oppervlakte van Le Pian-Médoc bedroeg op 1 januari 2022 30,12 vierkante kilometer; de bevolkingsdichtheid was toen 239 inwoners per km².

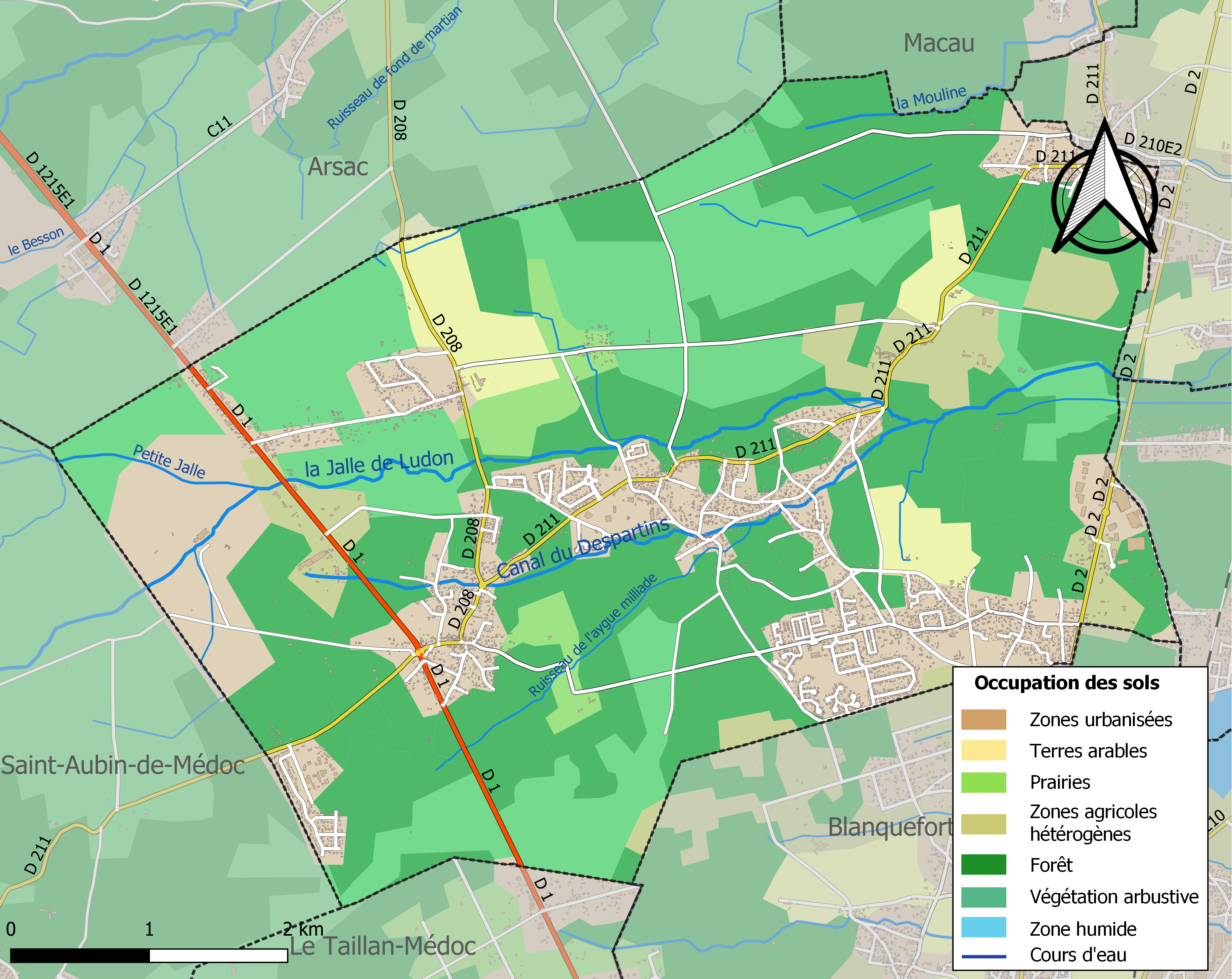
Kaart van de gemeente met belangrijkste infrastructuur, bodemgebruik en omliggende gemeenten

## Demografie
Onderstaande figuur toont het verloop van het inwonertal (bron: INSEE-tellingen).